# Sächsischer Stammesadel
Unter dem Sächsischen Stammesadel versteht man die Familien, die bis zur Eroberung durch Karl den Großen im Jahr 804 in Sachsen Führungspositionen innehatten. Nach dem Friedensschluss erhielten sie in der fränkischen Lehnsverfassung Stellungen als Grafen. Dieser Personenkreis wird in der Literatur auch als "edelfrei" oder "schöffenbarfrei" bezeichnet.
Bei den germanischen Stämmen bezeichnete Adel zunächst den Erbbauern auf seinem Stammgut, der sich von den übrigen Freien dadurch unterschied, dass er durch Macht, Besitz und Anspruch auf kriegerische und politische Führung diesen übergeordnet war. Durch persönliche Tapferkeit gelangten andere Freie in die Gefolgschaft adeliger Herren. Aus den Gefolgsherren entstand in der Völkerwanderung das Heerkönigtum, das seinen Gefolgsleuten erobertes Land und militärisch-politische Führungsämter übertrug. Der in der Landnahme erworbene Großgrundbesitz wurde zur wirtschaftlichen Grundlage der politischen Stellung des Adels.
In fränkischer Zeit verschmolzen die im Königsdienst aufsteigenden Adeligen mit den Resten des germanischen, d. h. auch des sächsischen Stammesadels, zum Reichsadel, der alle führenden Stellen in Heer, Verwaltung und Kirche besetzte. Die Reichsaristokratie der Karolingerzeit konnte im 9. und 10. Jh. ihre Macht entfalten und stellte den Hauptbestandteil des späteren Hochadels, aus dem in Deutschland der Fürstenstand hervorging.